# Carl Boysen (Landwirt)
Georg Carl Andreas Boysen (* 13. Juni 1839 in Heide; † 6. Mai 1906 in Hamburg) war ein deutscher Milchwirtschaftsfachmann und Schlachthofdirektor.

## Leben

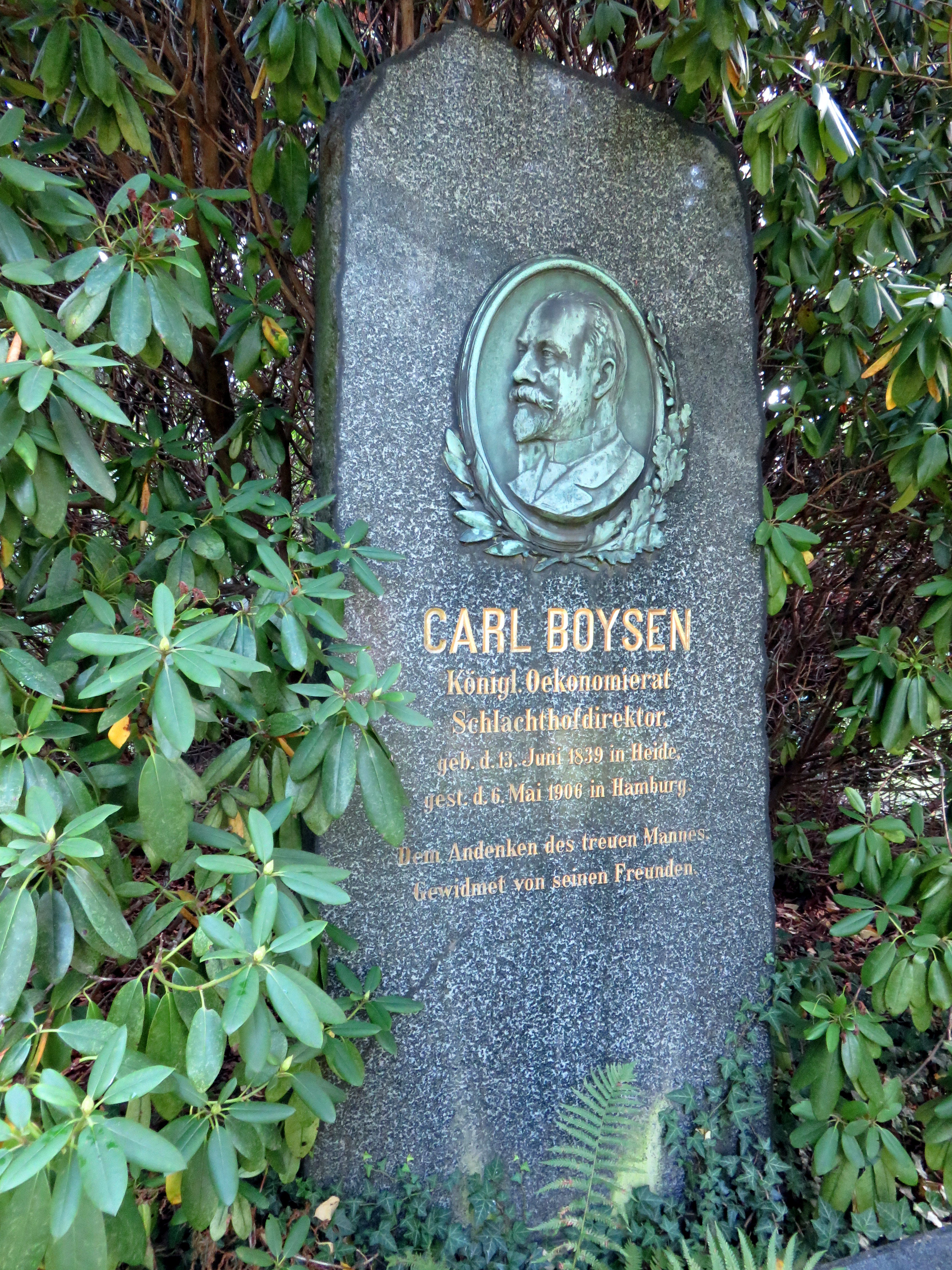
Grab Carl Boysen auf dem Friedhof Ohlsdorf

Carl Boysen war als Mitglied der Familie Boysen ein Sohn von Paul Johann Friedrich Boysen (* 6. Juni 1803) und dessen Ehefrau Sophia Louise Dorothea, geborene Schetelig. Er besuchte die Meldorfer Gelehrtenschule, zog mit der Familie zur neuen Arbeitsstelle seines Vaters nach Hildesheim und ging dort auf eine Realschule. Danach bekam er eine praktische landwirtschaftliche Ausbildung auf dem gräflich Wrisbergschen Gut in Alfeld und herzoglichen Gütern in Primkenau und Dolzig. Während dieser Zeit besuchte er Vorlesungen am Landwirtschaftlichen Institut der Universität Halle/Saale. Ab 1864 verwaltete er das Gut Schode des Freiherrn von Cramm. Von 1869 bis 1871 war er auf dem schwedischen Gut Tulesbo von A. Matzen beschäftigt. Von 1872 bis 1876 arbeitete Boysen als landwirtschaftlicher Wanderlehrer im Fürstentum Waldeck. 1876 wechselte er als Generalsekretär des Landwirtschaftlichen Hauptvereins in den Regierungsbezirk Hildesheim. 1883 erhielt er eine neue Stelle als Generalsekretär des schleswig-holsteinischen Landwirtschaftlichen Hauptvereins in Kiel.
Am 31. Januar 1884 heiratete Boysen in Itzehoe Elisabeth Marie Berghofer-Dalmann (* 22. April 1863 in Itzehoe; † 19. Januar 1915 in Hamburg). Sie war eine Tochter des Itzehoer Kaufmanns Amandus Berghofer und dessen Ehefrau Bertha, geborene Caspersen aus Krempe. Das Ehepaar Boysen hatte einen Sohn und eine Tochter.
Carl Boysens Grabstätte befindet sich auf dem Ohlsdorfer Friedhof in Hamburg im Planquadrat J 10 südlich des Rosengarten.

## Wirken
Boysen arbeitete anfangs im Bereich der Milchwirtschaft, deren moderne Form er in Schweden kennengelernt hatte. Während der Zeit in Hildesheim kooperierte er eng mit dem gebürtigen Haderslebener Eduard Michelsen, der die Landwirtschaftsschule leitete. In Hildesheim erwarb Boysen Erfahrungen mit intensiver Landwirtschaft und erhielt wohl aus diesem Grund die Stelle in Kiel. Dort engagierte er sich insbesondere im Bereich der Organisation und Gründung von Molkerei-Betrieben. Die Organisation der Bauern in Genossenschaften sollte sicherstellen, dass auch kleinere Betriebe ihre Milch rationell verarbeiten konnten. Dabei half ihm Wilhelm Biernatzki.
Ab 1872 arbeitete Boysen für die „Milchzeitung“. 1874 gründete er den „Milchwirtschaftlichen Verein“ mit, aus dem der „Deutsche Milchwirtschaftliche Verein“ wurde. 1875 reiste er zu Informationszwecken mit weiteren Milchsachverständigen wie Carl Petersen durch die Länder Skandinaviens, die seinerzeit die beste Milchverarbeitung betrieben.
1889 befürchtete England, dass die Maul- und Klauenseuche auf die Insel eingeschleppt werden könnte. Daher verbot sie den Import von Schlachtvieh, was große Nachteile für den Ausfuhrhafen Tönning bedeutete. Vieh aus Schleswig-Holstein wurde nun hauptsächlich über den Hamburger Hafen exportiert. Boysen wechselte daher 1891 als Direktor des neuen Zentralschlachthofes, der im Folgejahr seinen Betrieb aufnahm, in die Hansestadt. In dieser Funktion musste er sich mit Organisation und Verwaltung seiner Behörde und in der Zusammenarbeit mit den Viehhandelsverbänden auseinandersetzen und den Interessen von Wirtschaft und staatlichen Restriktionen gerecht werden.
Boysen leitete mehrere Ausstellungen der Milchwirtschaft und 1903 die 1. große Mastviehausstellung in Hamburg. Er wurde zum Königlich Preußischen Ökonomierat ernannt.